# الوادات (تامدا)
الوادات هي إحدى مشيخات المملكة المغربية، تتبع جغرافيا لإقليم سيدي بنور وإداريًا لتامدا. يقدر عدد سكانها بـ 2271 نسمة حسب الإحصاء الرسمي للسكان والسكنى لسنة 2004.